# Bristet Lykke
Bristet Lykke er en dansk stum romantisk komedie-dramafilm fra 1913 produceret af Nordisk Films Kompagni og instrueret af August Blom efter manuskript af Sven Lange. Filmens hovedrolle spilles af Betty Nansen.
Filmen havde dansk premiere den 20. oktober 1913 i Panoptikon Teatret og blev vist i en lang række lande i udlandet.
Der er bevaret et kort fragment af filmen af ca. 20 sekunders varighed. 

## Handling
Muriels fortravlede ægtemand har ikke tid til hende. Hun møder den noble Emile le Blanc på en café og forelsker sig hovedkulds i ham, men det viser sig, at han lever under dække og i virkeligheden er international spion.

## Medvirkende
- Olaf Fønss som Kammeradvokat Gerhard von Borch
- Betty Nansen som Fru Frida von Borch
- Poul Reumert som Emil Leblanc
- Maja Bjerre-Lind
- Franz Skondrup
- Aage Henvig
- Ingeborg Jensen
- Ingeborg Bruhn-Bertelsen
- Vera Esbøll
- Holger Syndergaard
- Ebba Lorenzen
- Aage Lorenzen
- Emilie Otterdahl
- Charles Willumsen
- Alma Hinding
- Christian Lange
- Agnes Andersen
- Oluf Billesborg
- Axel Boesen